# 알케타스 파나굴리아스
알케타스 "알키스" 파나굴리아스(그리스어: Αλκέτας "Αλκης" Παναγούλιας, 1934년 5월 30일, 테살로니키 ~ 2012년 6월 18일, 버지니아주)는 전 그리스의 축구 선수이자 감독이다. 그는 그리스와 미국의 국가대표팀 감독을 역임했었다. 그는 세 차례 알파 에트니키 우승을 이끌어낸 올림피아코스를 지도한 것을 포함해 여러 클럽들을 지도하기도 했다.

## 초기 경력 및 선수 경력
알케타스는 1934년 5월 30일, 그리스 테살로니키에서 출생했다. 알케타스는 그리스 테살로니키 연고의 아리스에서 선수로 활약하며 축구를 시작했다.

## 감독 경력
학사 학위를 획득한 후, 그는 미국으로 건너가 뉴욕 시 대학에서 수학했다. 그 곳에서 그릭 아메리칸 아틀라스 (개칭 전 "뉴욕 그릭 아메리칸스"였다.)의 사령탑을 맡아 내셔널 챌린지 컵을 1967년, 1968년, 그리고 1969년에 3차례 우승했다.
1972년, 그는 그리스의 아테네로 복귀해, 저명한 북아일랜드인 빌리 빙엄 감독 하에 그리스 국가대표팀의 수석코치가 되었다. 이듬해, 그는 그리스 국가대표팀의 감독이 되었다. 그는 그리스 국가대표팀을 1973년부터 1981년까지 지휘하였고, 그리스를 이탈리아에서 열린 UEFA 유로 1980 본선에 진출시키며 UEFA 유럽 축구 선수권 대회에 그리스를 데뷔시켰다. 그 이후로 그리스는 우승을 거둔 2004년이 돼서야 UEFA 유럽 축구 선수권 대회에 그리스를 복귀시킬 수 있었다. 그는 1981년부터 1983년까지 알파 에트니키를 1981-82 시즌과 1982-83 시즌에 우승시킨 명성있는 올림피아코스 감독으로 역임했었다.
그는 미국으로 다시 건너가 미국 국가대표팀, 워싱턴 D.C. RFK 경기장을 역임하는 팀 아메리카의 감독직을 1983년과 1985년 사이 역임했다. 그는 로스앤젤레스에서 열린 1984년 하계 올림픽에서 미국 올림픽 축구 국가대표팀 감독을 역임했다.
이후, 그는 모국의 피레아스로 돌아가 올림피아코스 감독으로 재선임되어 1986-87 시즌에 리그를 우승했다. 그는 1987년부터 1990년까지 아리스 감독직을, 1991년부터 1992년까지 레바디아코스 감독이었다. 그는 1992년에 다시 그리스 국가대표팀 감독이 되어 1994년에 팀의 첫 FIFA 월드컵 본선행을 이룩했다. 그는 1997년에 이라클리스 감독을 맡았고, 1998년부터 1999년까지는 아리스 감독으로 재역임했다.

## 이후 경력
감독직에서 은퇴한 후, 파나굴리아스는 2002년에 아리스의 회장직을 수행했다. 2004년 하계 올림픽에서, 그는 아테네에서 열린 축구 대회에서 경기장 관리자로 근무했었다. 2007년 11월, 그의 자서전이 그리스에서 출판되었다.
그는 테살로니키 시의원으로 당선되었고, 그리스를 대표로 유럽 의회에 참석할 그리스 의회의 후보로 이름을 올렸다. 그는 FIFA의 강사로, 미국 스포츠 아카데미의 스태프 멤버이자 미국 축구 연맹 감독 협회 회원이었다.
파나굴리아스는 미국 축구 연맹 명예의 전당에 오른 인물들 중 한명이다.

## 사생활
파나굴리아스는 슬하에 2명의 자식을 두었는데, 딸 데스피나와 아들 존이 있었다. 2012년 6월 18일, 그는 미국 버지니아 주에 있는 자택에서 향년 78세의 나이로 별세했다.